# Celiwe Thandazile Nkambule
 (février 2023).
Celiwe Thandazile Nkambule, née le 19 février 1993, est une footballeuse internationale eswatinienne. Elle joue en tant qu'attaquante pour le Young Buffaloes FC et l'équipe nationale féminine d'Eswatini.

## Biographie

### Carrière en club
Nkambule joue pour les Young Buffaloes en Eswatini.

### Carrière internationale
Nkambule est sélectionnée avec l'équipe d'Eswatini lors de deux éditions du championnat féminin de la COSAFA (2020 et 2021).